# José Luis Mumbiela Sierra

Bischofswappen von José Luis Mumbiela Sierra

José Luis Mumbiela Sierra (* 27. Mai 1969 in Monzón) ist ein spanischer Geistlicher und römisch-katholischer Bischof der Diözese der Allerheiligsten Dreifaltigkeit zu Almaty.

## Leben
José Luis Mumbiela Sierra empfing nach seiner theologischen Ausbildung an der Universität Navarra (1987–1992), wo er 1994 das Lizentiat in Theologie erwarb, am 25. Juni 1995 die Priesterweihe. Er war im Bistum Lleida von 1995 bis 1998 als Vizepfarrer in Fraga tätig. 1997 wurde er an der Universität Navarra in Theologie promoviert. 1998 kam er als Fidei-donum-Priester in die Diözese der Heiligen Dreifaltigkeit in Almaty (Kasachstan), wo er als Vizepfarrer in Schymkent arbeitete. Später war er Studienpräfekt und Vizerektor des Interdiözesanen Großen Seminars von Karaganda, dessen Rektor er seit 2007 war.
Papst Benedikt XVI. ernannte ihn am 5. März 2011 zum Bischof der Allerheiligsten Dreifaltigkeit zu Almaty. Die Bischofsweihe spendete ihm der Apostolische Nuntius in Kasachstan, Kirgistan und Tadschikistan, Miguel Maury Buendía, am 8. Mai desselben Jahres; Mitkonsekratoren waren Carlos Manuel Escribano Subías, Bischof von Teruel y Albarracín, und Tomasz Peta, Erzbischof der Allerheiligsten Jungfrau Maria zu Astana.
José Luis Mumbiela Sierra ist seit 2015 Präsident der Bischofskonferenz von Kasachstan. Er wurde im April 2022 zum ersten Präsidenten der neuen Bischofskonferenz von Zentralasien gewählt, die im Herbst 2021 neu begründet wurde und der die Bischöfe von Kasachstan, Kirgisistan, Tadschikistan, Turkmenistan, Usbekistan, der Mongolei und Afghanistan angehören. Vizepräsident ist der Apostolische Administrator von Usbekistan, Bischof Jerzy Maculewicz; Generalsekretär ist Jewgeni Sinkowski, Weihbischof im kasachischen Bistum Karaganda.
Papst Leo XIV. ernannte ihn am 3. Juli 2025 zum Mitglied des Dikasteriums für den Interreligiösen Dialog.